# Гюлен-фьорд
Гюлен — фьорд в муниципалитете Бремангер, фюльке Вестланд, Норвегия.
В западной части фьорд имеет выход в пролив Фройсьойен, в восточной разделяется на три части: Нордгюлен, Мидтгюлен и Соргюлен. Длина фьорда — 12 километров (7,5 миль), включая залив Нордгюлен; у восточной оконечности фьорда находится деревня Свельген.
Река Свельген — одна из самых больших, впадающих во фьорд.